# Lee Smith (montatore)
Lee Smith (Sydney, 10 giugno 1960) è un montatore australiano.

## Filmografia
- Drive-in 2000 (Dead End Drive-In), regia di Brian Trenchard-Smith (1986)
- Howling III, regia di Philippe Mora (1987)
- Communion, regia di Philippe Mora (1989)
- RoboCop 2, regia di Irvin Kershner (1990)
- Blinky Bill, regia di Yoram Gross (1992)
- La spiaggia delle tartarughe (Turtle Beach), regia di Stephen Wallace (1992)
- Fearless - Senza paura (Fearless), regia di Peter Weir (1993)
- Lilian's Story, regia di Jerzy Domaradzki (1996)
- Joey, regia di Ian Barry (1997)
- The Truman Show, regia di Peter Weir (1998)
- Two Hands, regia di Gregor Jordan (1999)
- Risk, regia di Alan White (2000)
- Buffalo Soldiers, regia di Gregor Jordan (2001)
- Black and White, regia di Craig Lahiff (2002)
- The Rage in Placid Lake, regia di Tony McNamara (2003)
- Master & Commander - Sfida ai confini del mare (Master and Commander: The Far Side of the World), regia di Peter Weir (2003)
- Batman Begins, regia di Christopher Nolan (2005)
- The Prestige, regia di Christopher Nolan (2006)
- Il cavaliere oscuro (The Dark Knight), regia di Christopher Nolan (2008)
- The Way Back, regia di Peter Weir (2010)
- Inception, regia di Christopher Nolan (2010)
- X-Men - L'inizio (X-Men: First Class), regia di Matthew Vaughn (2011)
- Il cavaliere oscuro - Il ritorno (The Dark Knight Rises), regia di Christopher Nolan (2012)
- Elysium, regia di Neill Blomkamp (2013)
- Ender's Game, regia di Gavin Hood (2013)
- Interstellar, regia di Christopher Nolan (2014)
- Spectre, regia di Sam Mendes (2015)
- Dunkirk, regia di Christopher Nolan (2017)
- X-Men - Dark Phoenix (Dark Phoenix), regia di Simon Kinberg (2019)
- 1917, regia di Sam Mendes (2019)
- Empire of Light, regia di Sam Mendes (2022)
- Argylle - La super spia (Argylle), regia di Matthew Vaughn (2024)

## Riconoscimenti
- Premio Oscar
  - 2004 - Candidatura per il miglior montaggio per Master & Commander - Sfida ai confini del mare
  - 2009 - Candidatura per il miglior montaggio per Il cavaliere oscuro
  - 2018 - Miglior montaggio per Dunkirk[1]
- BAFTA Awards
  - 1994 - Candidatura per il miglior sonoro per Lezioni di piano
  - 2009 - Candidatura per il miglior montaggio per Il cavaliere oscuro
  - 2011 - Candidatura per il miglior montaggio per Inception
  - 2018 - Candidatura per il miglior montaggio per Dunkirk[2]
- Critics' Choice Awards
  - 2018 - Miglior montaggio per Dunkirk[3]
  - 2020 - Miglior montaggio per 1917[4]
- American Cinema Editors Awards
  - 2018 - Miglior montaggio per un film drammatico per Dunkirk[5]
- Satellite Awards 2016
  - 2016 - Candidatura per il miglior montaggio per Spectre[6]
  - 2019 - Candidatura per il miglior montaggio per 1917[7]
- Saturn Award
  - 2015 - Candidatura per il miglior montaggio per Interstellar[8]